# ويليام بنجامين كرايغ
ويليام بنجامين كرايغ (بالإنجليزية: William Benjamin Craig)‏ هو محامي وسياسي أمريكي، ولد في 2 نوفمبر 1877 في سلما في الولايات المتحدة، وتوفي بنفس المكان في 27 نوفمبر 1925. حزبياً، نشط في الحزب الديمقراطي. وقد انتخب عضو مجلس النواب الأمريكي.